# R6団
R6団（ろっこくだん）は、かつて茨城県牛久市を拠点に活動を行っていたご当地アイドルグループ（ローカルアイドル）である。

## 概要
かつて、牛久市で活動していた『牛久市公認ご当地アイドル・ノノキス』の解散後、ノノキス元メンバーの一部が中心となり、新たに新規メンバーを加えて結成されたご当地アイドルグループである。
R6団の活動拠点にあたる牛久市内を通る国道6号（略称：R6）は、地元では「6国（ろっこく）」の愛称で親しまれており、グループ名は、それに由来し命名された。
2018年7月28日に『牛久市"非"公認ご当地アイドル』を自称し活動を開始し、牛久市、ならびに茨城県内の各種イベントでのステージを中心にパフォーマンスを披露した。
2021年5月22日 に最後のワンマンライブを行い、同5月末をもって活動を終了した。

## メンバー

### 活動終了時のメンバー
- まほ
- ちひろ(沫雪ちひろ)
- えーりん(夢乃凛)

### 過去に在籍したメンバー
- はるか（現在は女子プロレスラー梅咲遥として活動中。[3]）
- ゆーごん

## 楽曲
オリジナル曲
- 「我ら、R6団！」

その他パフォーマンスには、R6団の前身となったグループである牛久市公認ご当地アイドル・ノノキスのオリジナル楽曲が用いられている。詳細は『ノノキスのオリジナル楽曲』を参照。

### 公式サイト
- R6団　公式サイト

### Facebookページ
- R6団 (team.route6) - Facebook

### メンバーTwitter
- まほ (@Maho_CTV) - X（旧Twitter）
- ちひろ (@Chi_awyK) - X（旧Twitter）
- えーりん (@s2loooove) - X（旧Twitter）